# Гуттенберг, Карл Людвиг фон унд цу
Карл Людвиг фон унд цу Гуттенберг (нем. Karl Ludwig von und zu Guttenberg, род. 22 мая 1902, Зальцбург; † 23 апреля или 24 апреля 1945, Берлин) — немецкий аристократ, крупный землевладелец, историк, публицист монархического толка, активный участник покушения на Адольфа Гитлера 20 июля 1944 года.

## Биография

### Рождение, учёба, молодость
Барон Карл Людвиг фон унд цу Гуттенберг родился 22 мая 1902 года в родовом замке Зальцбург в Нижней Франконии. Он происходил из старинной франконской дворянской семьи фон Гуттенберг.
В юности он изучал юриспруденцию в Мюнхене. Позднее переехал в Вюрцбург и Эрланген, где изучал историю. В 1929 году получил докторскую степень. Его научным руководителем был известный немецкий историк Макс Бюхнер. Ещё будучи студентом, Карл Людвиг фон унд цу Гуттенберг стал активным членом католической студенческой ассоциации (Kartellverband katholischer deutscher Studentenvereine). Кроме того, Гуттенберг был членом правого аристократической движения ГАА (Gäa — historischer Verband).

### Взрослые годы
В 1929 году барон женился на принцессе Терезе цу Шварценберг, принадлежащей к старинному франконскому знатному роду Шварценбергов. В браке родились трое детей.
По убеждениям барон Гуттенберг был франконским монархистом. Сам себя он называл консервативным католиком. Во времена Веймарской республики Карл Людвиг фон унд цу Гуттенберг публиковался в журнале Monarchie —  Zeitschrift für deutsche Tradition («Монархия — журнал о германских традициях»). В 1934 году пришедшие к власти нацисты запретили это издание. Тогда барон начал печататься в журнале Weiße Blätter. Zeitschrift für Geschichte, Tradition und Staat («Белые страницы. Журнал об истории, традициях и государстве»).
Неприятие власти Адольфа Гитлера и критические высказывания о национал-социализме, пусть и с консервативной точки зрения, сблизили Гуттенберга с другими немецкими аристократами, которые не желали терпеть власть нацистов. К концу 1930-х годов по мнению немецкого историка Ханса Ротфельса сложилась серьёзная «немецкая оппозиции власти Гитлера». Карл Людвиг фон унд цу Гуттенберг отклонил предложение вступить в НСДАП, которое к нему поступило в сентябре 1937 года. Барон пояснил, что не приемлет «способы и формы, с которыми партия решает религиозные и церковные вопросы».

### Вторая мировая война
Накануне начала Второй мировой войны в августе 1939 года Карл Людвиг фон унд цу Гуттенберг смог установить первый контакт с оппозиционерами Карлом Фридрихом Гёрделером и дипломатом Ульрихом фон Хасселем.
C 1941 года Карл Людвиг фон унд цу Гуттенберг работал в Берлине в абвере под руководством адмирала Вильгельма Франца Канариса. С 1943 года за бароном, чьи взгляды были известны, установило тайный надзор гестапо.
Гуттенберг установил связь с оппозиционером Иосифом Рёмером и кружком Крайсау. Однако непосредственно участия в подготовке покушения на Адольфа Гитлера 20 июля 1944 года не принимал. 
Через несколько дней после покушения Карл Людвиг фон унд цу Гуттенберг был арестован гестаповцами. Барон несколько месяцев содержался в заключении. В ночь с 23 на 24 апреля 1945 года убит в тюремной камере на Лертер-штрассе. Вместе с ним казнили Эрнста Шнеппенхорста и графа Альбрехта фон Берншторфа. Причём официального обвинения в Народной судебной палате, как это было с другими участниками заговора,  не последовало. Решение о казни Гуттенберга принял лично шеф гестапо Генрих Мюллер. Исполнителем убийства стал штурмбаннфюрер СС Курт Ставицки.

## Научные работы Гуттенберга
- Die zeitgenössische Presse Deutschlands über Lenin, 122 S., Würzburg 1931[3].

## Научные работы о Гуттенберге
Подробные исследования о судьбе Карла Людвига фон унд цу Гуттенберга принадлежат перу его дочери Марии фон дем Бутленберг-Ландсберг.